# هل پوتاف
هارولد پوتاف (به انگلیسی: Harold E. Puthoff) معروف به هل پوتاف، متولد ۱۹۳۶، فیزیک‌دان و محقق آمریکایی فراروان‌شناسی و علوم غیر متعارف است.
پوتاف دارای دکترای فیزیک دانشگاه استنفورد است. وی هم‌اکنون ریاست تحقیقاتی یک موسسه پژوهشی در آستین، تگزاس را دارد.

## آثار
پوتاف را بخاطر نظریاتش در میدان نقطه-صفر می‌شناسند، اما شهرتش بیشتر بخاطر فعالیت‌هایش به همراه راسل تارگ است که در آن پژوهش‌هایی سری برای دولت آمریکا انجام دادند که برخی از نتایج آن در نشریات معتبر به چاپ رسیدند.
از تألیفات او می‌توان به کتاب زیر اشاره کرد:
- Fundamentals of Quantum Electronics (Wiley, 1969)